# Unternehmen Seeadler
Unternehmen Seeadler (Originaltitel: Operation Pacific) ist ein während des Zweiten Weltkriegs spielendes, US-amerikanisches U-Boot-Drama aus dem Jahr 1951 mit John Wayne, Patricia Neal, Ward Bond und Philip Carey in den Hauptrollen. Regie in diesem Schwarzweißfilm führte George Waggner. Als technischer Berater fungierte der einstige Oberbefehlshaber der US-Unterseeboote im Pazifik (COMSUBPAC) während des Zweiten Weltkrieges, Admiral Charles A. Lockwood.

## Handlung
Während des Zweiten Weltkriegs transportiert Commander John T. „Pop“ Perry mit seinem U-Boot Thunderfish eine Gruppe von Nonnen und Kindern, unter ihnen ein Neugeborenes mit dem Spitznamen „Butch“, nach Pearl Harbor. Unterwegs sichtet das U-Boot einen japanischen Flugzeugträger und greift ihn an. Die Torpedos versagen allerdings und explodieren zu früh. Dennoch kann die Thunderfish den Begleitzerstörern entkommen.
In Pearl Harbor besucht der Erste Offizier des Bootes, Lieutenant Commander Duke E. Gifford, Butch im Marinehospital. Dort trifft er zufällig auf seine Exfrau Lieutenant Mary Stuart, die dort als Marinekrankenschwester beschäftigt ist. Obwohl Mary mittlerweile mit Commander Perrys jüngerem Bruder, dem Marinepiloten Lieutenant Bob Perry, liiert ist, küssen sie sich leidenschaftlich.
In der nächsten Zeit sucht Gifford ständig den Kontakt zu Mary Stuart, muss jedoch wieder mit seinem U-Boot auslaufen.
Während der Patrouille sichtet die Thunderfish einen japanischen Frachter und versucht ihn zu versenken. Erneut versagen ihre Torpedos. Dennoch hisst der Frachter die weiße Fahne und will sich ergeben. Als die Thunderfish auftaucht und sich nähert, stellt sich der Frachter als sogenanntes Q-Schiff heraus, eine U-Bootfalle, das sofort das Feuer eröffnet. Commander Perry wird tödlich verwundet, befiehlt aber noch zu tauchen, obwohl er selbst es nicht mehr schafft, ins Innere des Bootes zu kommen. Gifford, der nun das Kommando hat, befiehlt, das Q-Schiff zu rammen. Das Q-Schiff sinkt dadurch, aber auch die Thunderfish ist am Bug stark beschädigt und schleppt sich so zurück nach Pearl Harbor.
In Pearl Harbor treffen Gifford und Bob Perry aufeinander und Perry wirft Gifford vor, seinen Bruder getötet zu haben. Giffords Erklärungen akzeptiert er nicht. Mary Stuart versucht, ihn zu trösten, aber er beharrt darauf, dass er nur seine Pflicht getan hat und es nicht bedauert.
Zusammen mit dem Torpedospezialisten der Marinebasis versuchen Gifford und seine Mannschaft herauszufinden, warum die Torpedos nicht explodieren. Schließlich finden sie die Ursache und Gifford möchte aus diesem Anlass mit Mary Stuart feiern. Sie weist ihn aber zurück, da er nichts von ihr wissen wollte, als es ihm schlecht ging. Sie sieht keine Zukunft für ihre Beziehung. Ihre Vorgesetzte, Commander Steele, hört den Streit mit und kritisiert Stuart, dass sie sich die Chance entgehen lässt, mit Gifford glücklich zu werden.
Erneut läuft die Thunderfish aus, mit dem Auftrag, eine japanische Flotte zu finden, die Richtung Leyte unterwegs sei. Obwohl das U-Boot seine Position verrät, meldet es per Funk den Standort der Flotte, als sie sie finden. Sobald Pearl Harbor die Meldung bestätigt hatte, beginnt Gifford damit, alle seine Torpedos auf die japanischen Schiffe abzuschießen. Dadurch verursacht er Chaos beim Gegner. Trotz Beschädigungen durch japanische Wasserbomben schafft es die Thunderfish, einen beschädigten japanischen Flugzeugträger zu versenken.
Nach Ankunft der amerikanischen Flugzeugträger wird die japanische Flotte angegriffen und das U-Boot erhält die Aufgabe, abgeschossene amerikanische Piloten zu retten. Dies stellt sich als schwierig heraus, da sie selbst von japanischen Flugzeugen angegriffen werden. Auch Lieutenant Bob Perry wird von ihnen gerettet, allerdings werden dabei zwei Seeleute durch japanische Flugzeuge getötet und Gifford wird verwundet.
Als die Thunderfish nach Pearl Harbor zurückkehrt, wartet dort bereits Mary Stuart auf Gifford. Sie versöhnen sich wieder und gehen zum Hospital, wo sie Butch adoptieren wollen.

## Synchronisation
Die folgende Tabelle enthält, soweit bekannt, die deutschen Sprecher:
| Darsteller       | Rolle                         | Synchronsprecher   |
| ---------------- | ----------------------------- | ------------------ |
| John Wayne       | Lt. CMDR Duke E. Gifford      | Heinz Engelmann    |
| Patricia Neal    | Lt. Mary Stuart               | Ingeborg Grunewald |
| Ward Bond        | Commander John T. „Pop“ Perry | Wolf Martini       |
| Philip Carey     | Lt. Bob Perry                 | Paul Edwin Roth    |
| Scott Forbes     | Lt. Larry                     | Peter Peterz       |
| Paul Picerni     | Jonesy                        | Peer Schmidt       |
| William Campbell | der Sprecher                  | n.n.               |
| Kathryn Givney   | Commander Steele              | n.n.               |
| Martin Milner    | Ensign Caldwell               | Sebastian Fischer  |
| Cliff Clark      | SUBPAC-Commander              | Eduard Wandrey     |
| Jack Pennick     | der Chief                     | Hans Emons         |
| Virginia Brissac | Schwester Anna                | n.n.               |

## Produktion
John Wayne und Patricia Neal verstanden sich nicht besonders während der Dreharbeiten. 14 Jahre später, während der Dreharbeiten zu Erster Sieg, hatte sich das Verhältnis schon zusehends entspannt, möglicherweise weil Wayne ernsthaft an Lungenkrebs erkrankt war.
Die ständigen Probleme mit den Mark VI Torpedos gab es wirklich. Durch schlechte Konstruktion und fehlende Tests versagte der Aufschlagzünder oft. Es dauerte fast 20 Monate, bis der Fehler beseitigt werden konnte. Die U-Boot-Besatzungen wurden bei der Fehlersuche zwar beteiligt, aber nicht in dem Ausmaß wie im Film dargestellt. Etwas ähnliches gab es auf Seiten der Achsenmächte während der Torpedokrise.
Der Vorfall, das Commander Perry in einem Gefecht an der Meeresoberfläche getötet wird, fasst zwei tatsächliche Kriegsereignisse zusammen. Commander Howard W. Gilmore, Kapitän der USS Growler, wurde auf der Brücke tödlich verwundet. Er gab das Kommando „Tauchen“ und opferte sich selbst für sein Boot und seine Mannschaft. Dafür wurde er posthum mit der Tapferkeitsmedaille Medal of Honor ausgezeichnet. Das Rammen und die Versenkung des bewaffneten japanischen Frachters ereignete sich im selben Gefecht, kurz vor Gilmores Tod.
Der Komponist der Filmmusik, Max Steiner, verwendete Teile seiner Filmmusik des Films King Kong und die weiße Frau für Kampfszenen in Unternehmen Seeadler.
Die Szenen, als Thunderfish die japanische Flotte von Flugzeugträgern, Schlachtschiffen und Kreuzern in der Straße von Surigao entdeckte, wurde inspiriert durch den Vorfall zu Beginn der See- und Luftschlacht im Golf von Leyte, als die beiden US-amerikanischen U-Boote USS Darter und USS Dace die japanische Flotte entdeckten.
Obwohl Ward Bond hier einen älteren Charakter spielt gegenüber John Wayne, war er nur vier Jahre älter als Wayne. Sie waren enge Freunde und hatten bis dahin schon zwölf gemeinsame Filme gedreht.

## Sonstiges
Die Produktionsfirma Warner Brothers nahm in den USA 2.563.000 Dollar ein und außerhalb noch einmal 1.300.000 Dollar.